# Listă de autori atei

### Autori
- Douglas Adams (1952–2001)[1]
- Tariq Ali (1943–)[2]
- Jorge Amado (1912–2001)[3]
- Sir Kingsley Amis (1922–1995)[4]
- Eric Ambler (1909–1998):[5]
- Isaac Asimov (1920–1992)[6]
- Diana Athill (1917–)[7]
- Iain Banks (1954–)[8]
- Dave Barry (1954–)[9]
- Pierre Berton (1920–2004)[10]

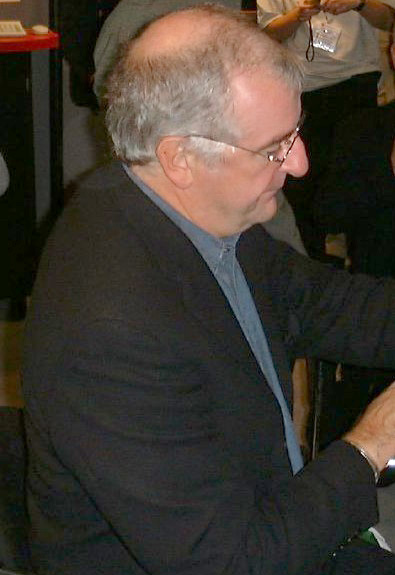
Adams

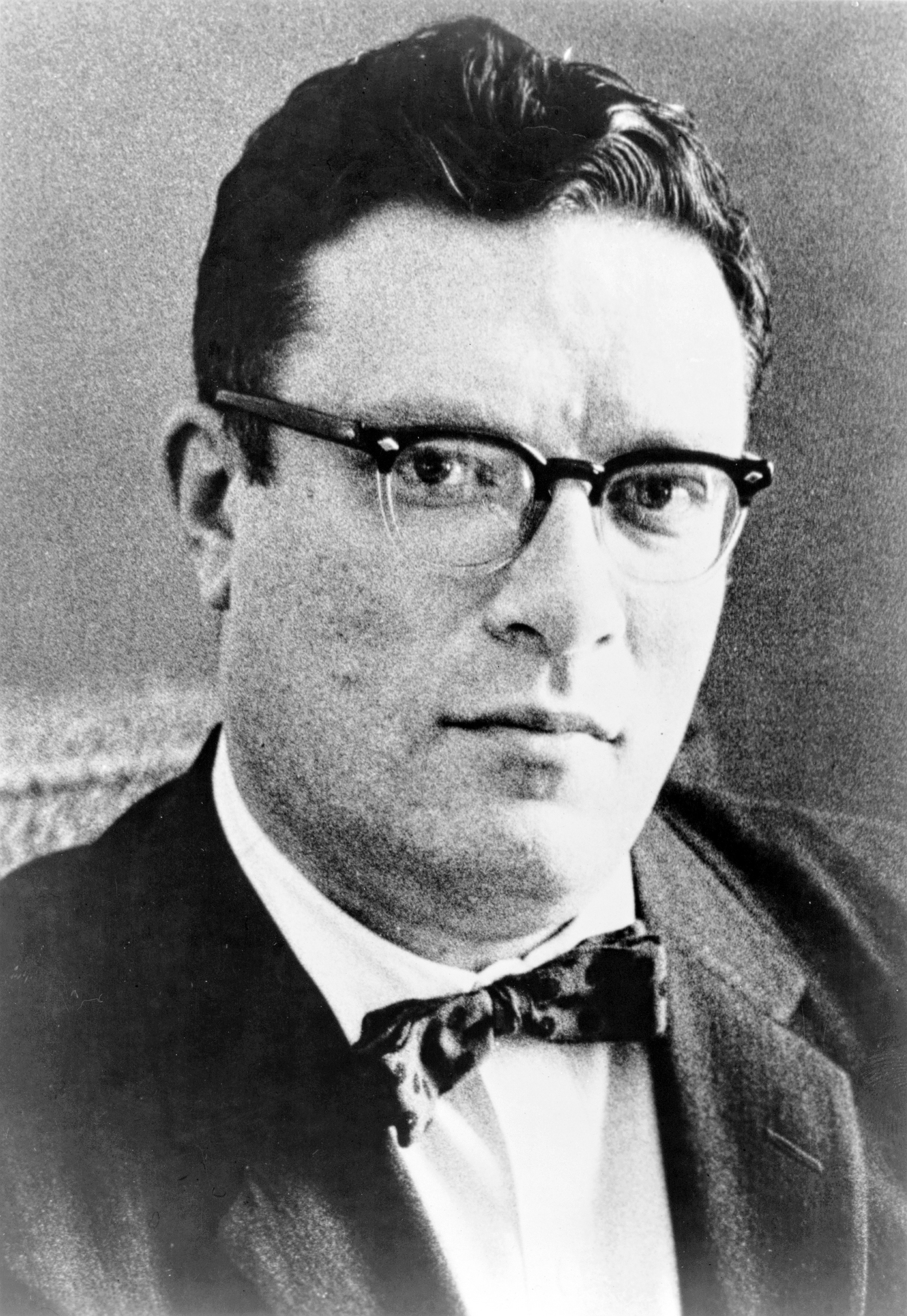
Asimov

Clarke

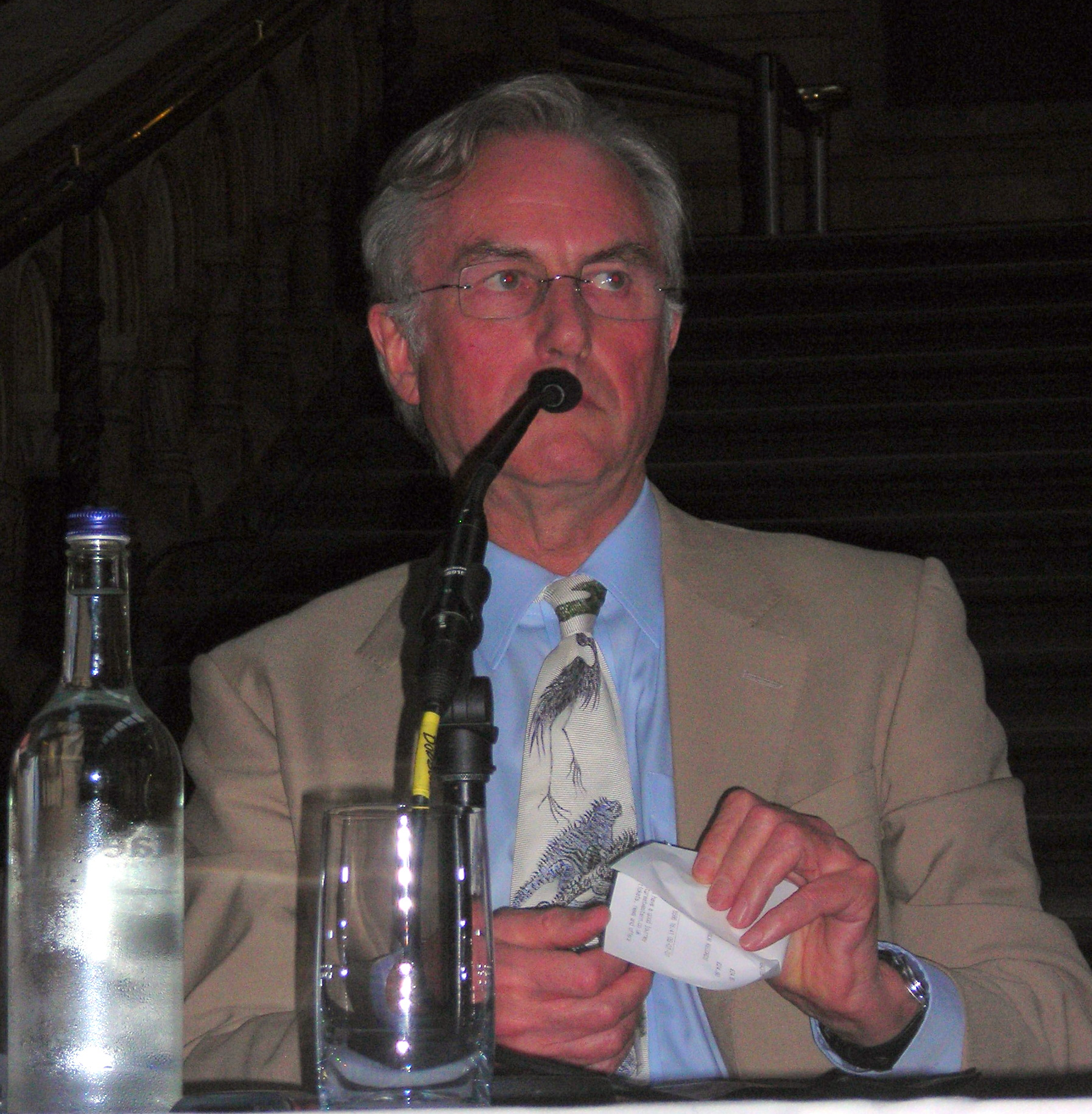
Dawkins

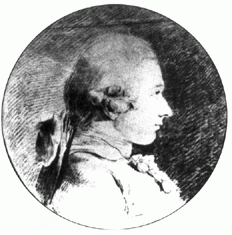
de Sade

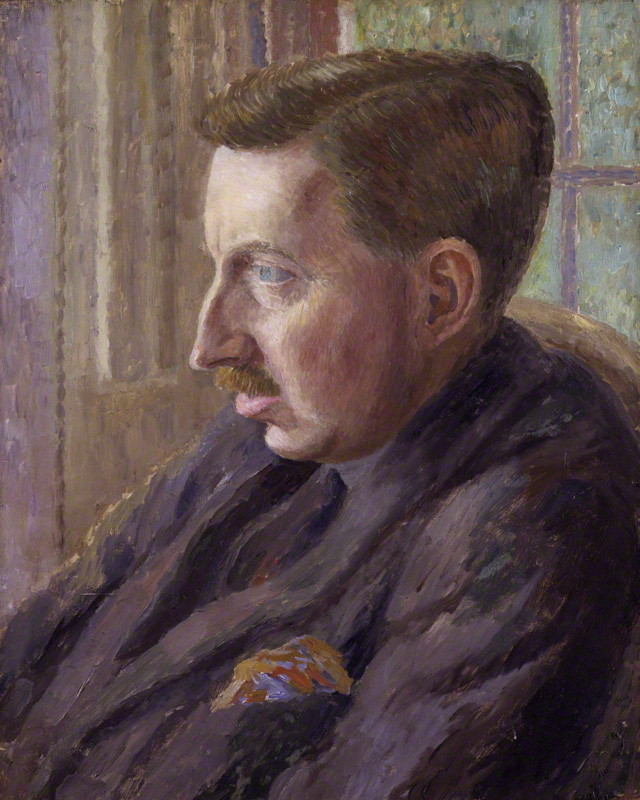
Forster

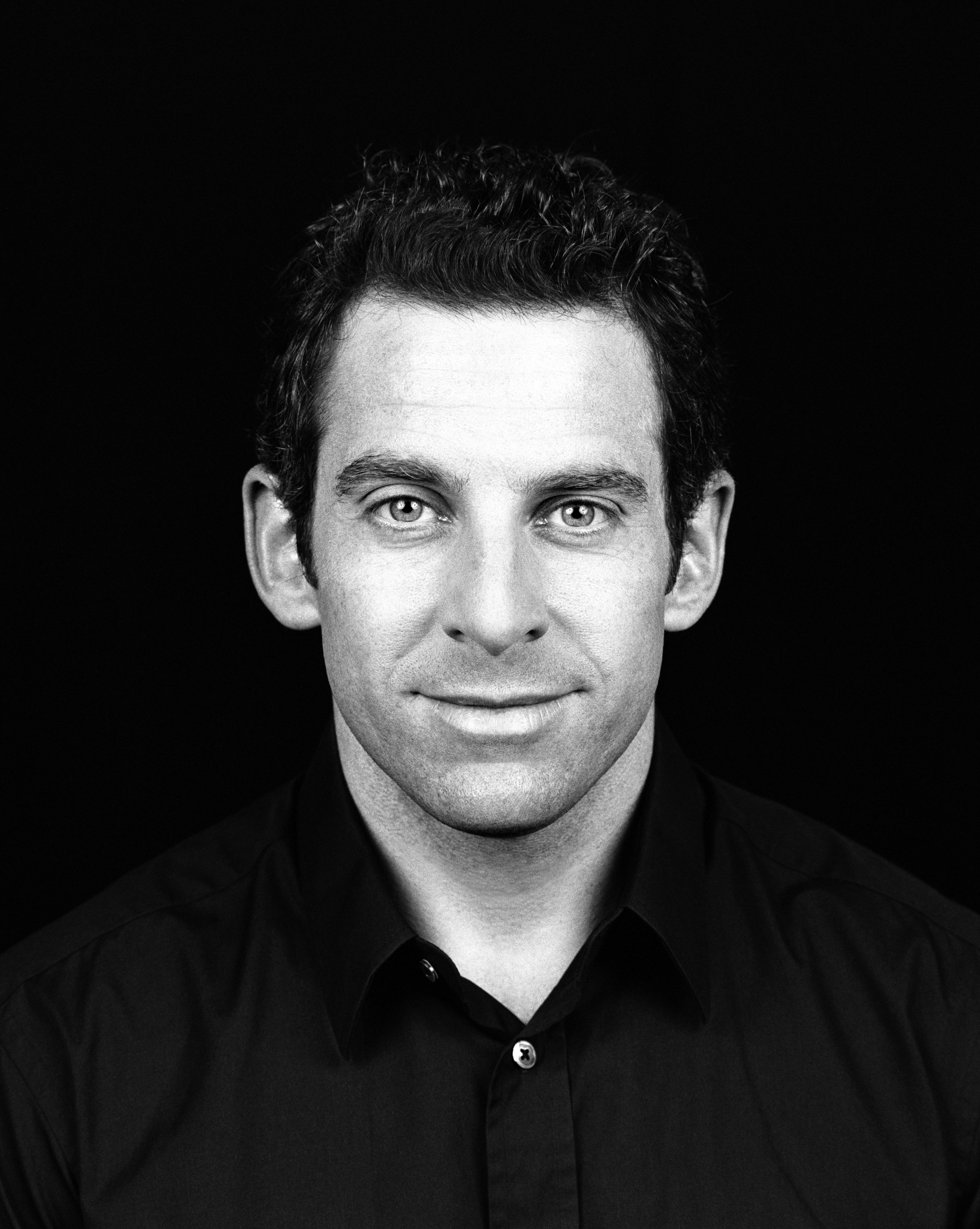
Harris

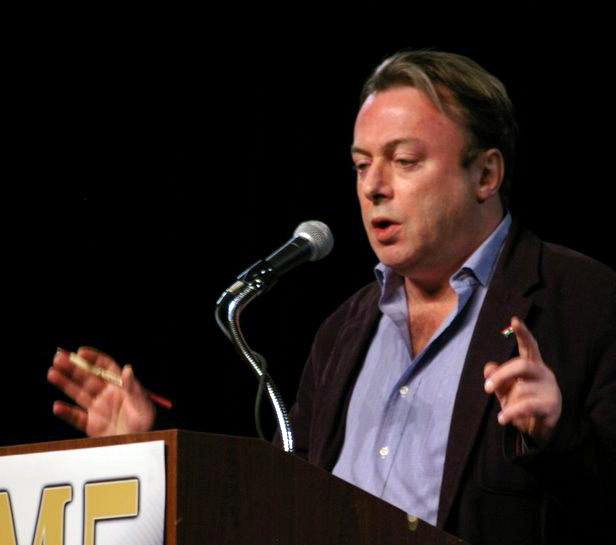
Hitchens

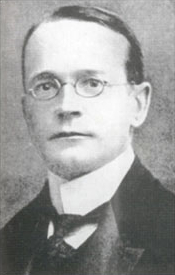
McCabe

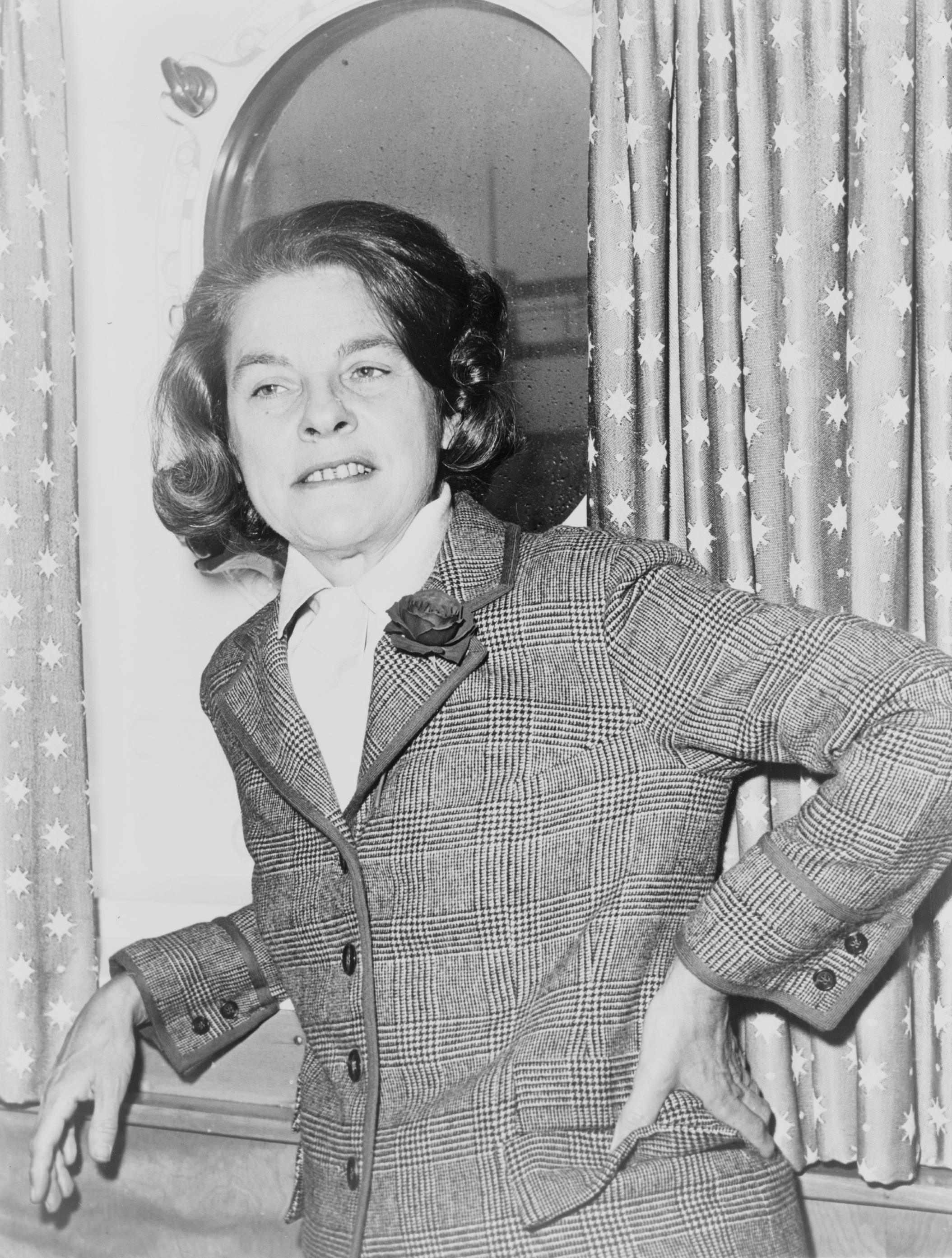
McCarthy

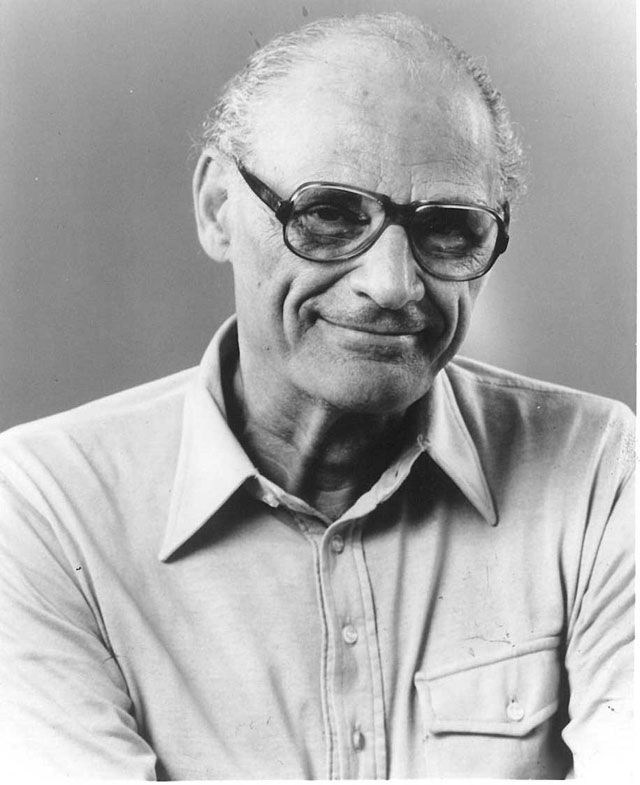
Miller

Perechodnik

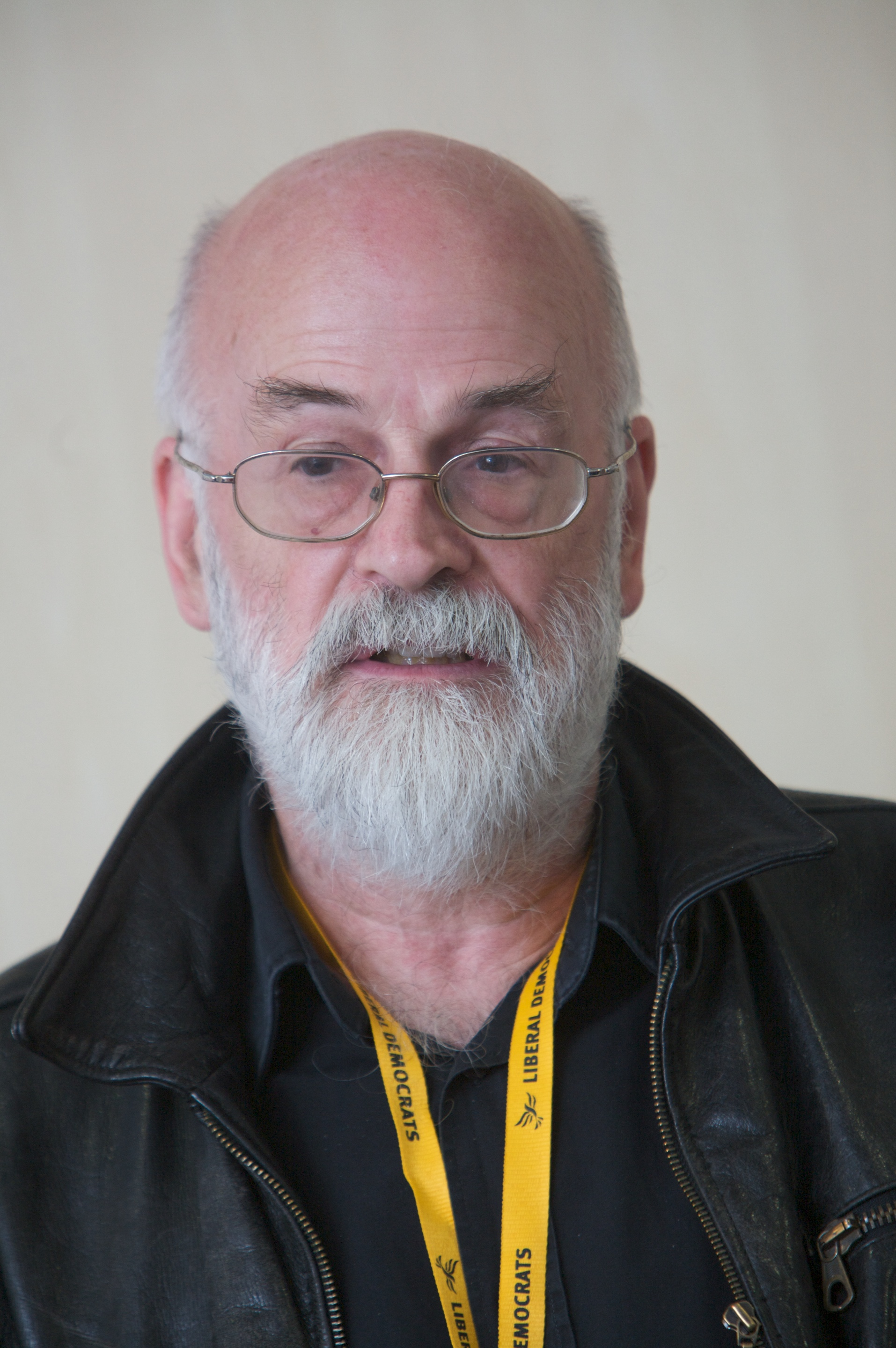
Pratchett

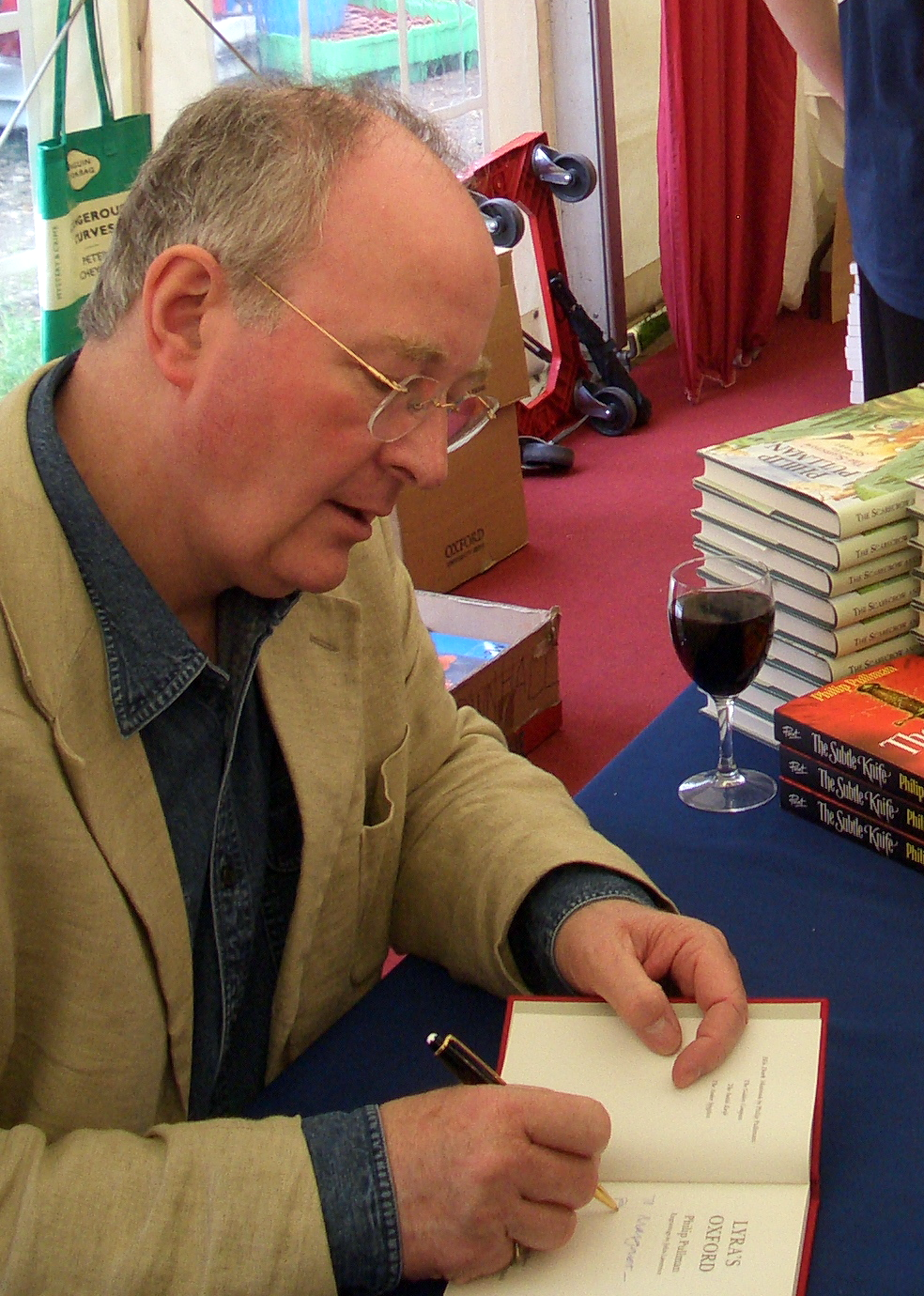
Pullman

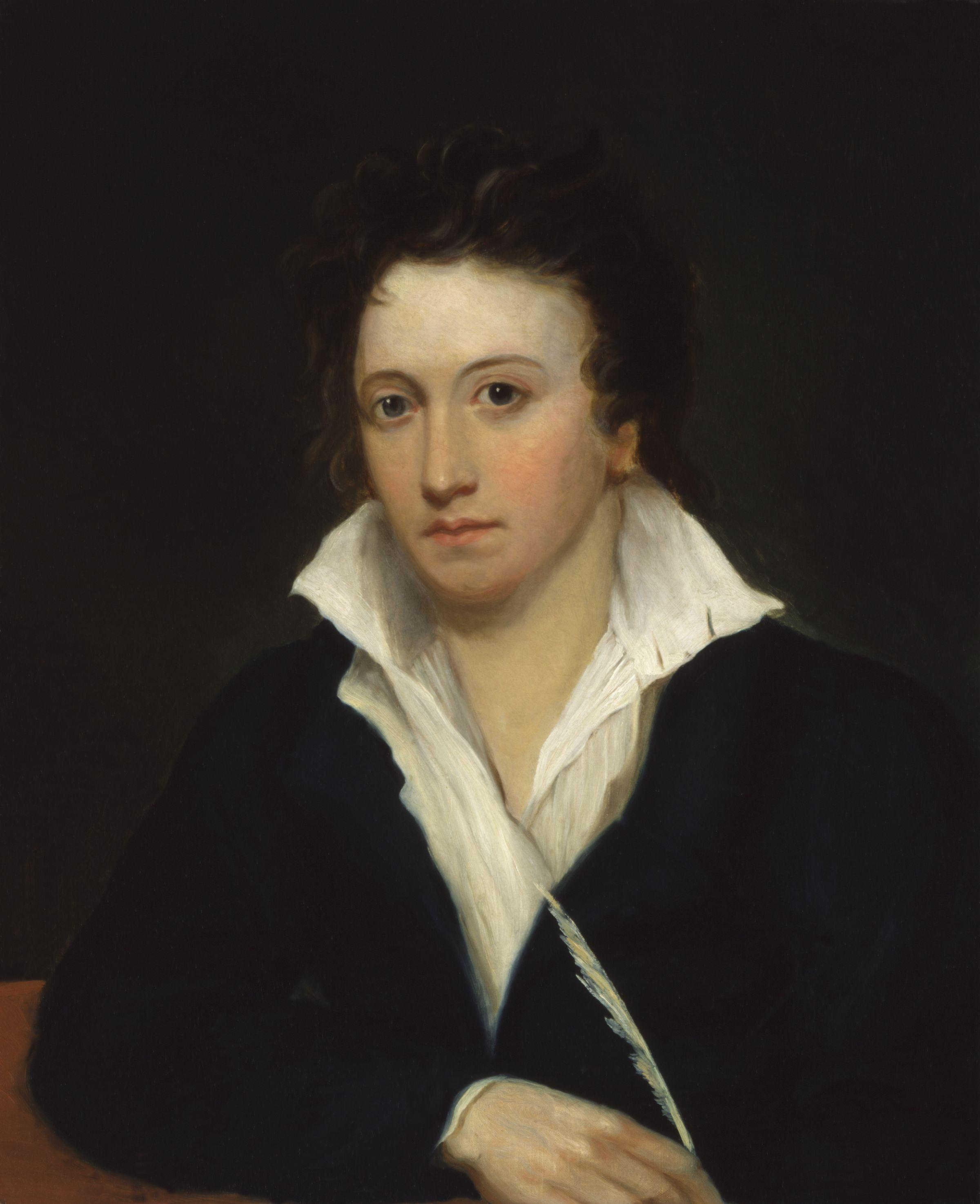
Shelley

- Wilfrid Scawen Blunt (1840–1922)[11]
- William Boyd CBE (1952–)[12]
- Lily Braun (1865–1916)[13]
- Howard Brenton (1942–)[14]
- Brigid Brophy (1929–1995)[15]
- Alan Brownjohn (1931–1995)[16]
- João Cabral de Melo Neto, (1920–1999)[17]
- Sir Arthur C. Clarke (1917–2008)[18]
- Claud Cockburn (1904–1981)[19]
- Rhys Davies (1901–1978)[20]
- Frank Dalby Davison (1893–1970)[21]
- Marchizul de Sade (1740–1814)[22]
- Daniel Dennett (1942–)[23]
- Roddy Doyle (1958–)[24]
- Turan Dursun (1934–1990)[25]
- Greg Egan (961–)[26]
- Michel Faber (1960–)[27]
- Oriana Fallaci (1929–2006)[28][29]
- Vardis Fisher (1895–1968)[30]
- Frederick James Furnivall (1825–1910)[31]
- Rebecca Goldstein (1950–)[32]
- Nadine Gordimer (1923–)[33]
- Graham Greene (1904–1991)[34]
- Germaine Greer (1939–)[35]
- David Grossman (1954–)[36]
- Jan Guillou (1944–)[37]
- Dorothy Hewett (1923–2002)[38]
- Christopher Hitchens (1949–2011)[39]
- Keri Hulme (1947–)[40]
- Stanley Edgar Hyman (1919–1970)[41]
- Robin Jenkins (1912–2005)[42]
- Neil Jordan (1950-)[43]
- Ismail Kadare (1936–)[44]
- Pär Lagerkvist (1891–1974)[45]
- Philip Larkin (1922–1985)[46]
- Marghanita Laski (1915–1988)[47]
- Stieg Larsson (1954–2004)[48]
- Rutka Laskier (1929–1943)[49]
- Stanislaw Lem (1921–2006)[50]
- Giacomo Leopardi (1798–1837)[51]
- Primo Levi (1919–1987)[52]
- Georg Christoph Lichtenberg (1742–1799)[53]
- Pierre Loti (1850–1923)[54]
- Naguib Mahfouz (1911–)[55]
- Roger Martin du Gard (1881–1958)[56]
- Stephen Massicotte (1969–)[57]
- Taslima Nasreen (1962-)
- Aziz Nesin (1915–1995)[58]
- Calel Perechodnik (1916–1943)[59]
- Ayn Rand (1905–1982)[60]
- Vladimir Tendryakov (1923–1984)[61]
- James Thomson) (1834–1882)[62]
- Miguel Torga (1907–1995)[63]
- } Tom Wolfe[64]
- Leonard Woolf (1880–1969)[65]
- Gao Xingjian (1940–)[66]